# Tekonsha
Tekonsha is een plaats (village) in de Amerikaanse staat Michigan, en valt bestuurlijk gezien onder Calhoun County.

## Demografie
Bij de volkstelling in 2000 werd het aantal inwoners vastgesteld op 712.
In 2006 is het aantal inwoners door het United States Census Bureau geschat op 696, een daling van 16 (-2,2%).

## Geografie
Volgens het United States Census Bureau beslaat de plaats een oppervlakte van
1,8 km², geheel bestaande uit land.

## Plaatsen in de nabije omgeving
De onderstaande figuur toont nabijgelegen plaatsen in een straal van 20 km rond Tekonsha.